# História de Andorra

Brasão de armas de Andorra

A história de Andorra, um micro-estado europeu localizado nos Pirenéus, ligado à nação catalã, mas que conseguiu manter certa autonomia até a independência de 1994. Andorra sempre teve dificuldades com a Espanha e França, que não respeitaram sempre a sua independência.
O principado de Andorra foi durante séculos um território essencialmente agrícola e de pastorícia, onde a prática da caça era frequente. Segundo algumas lendas, Carlos Magno teria sido o fundador de Andorra. No entanto, Andorra foi povoada desde a Pré-história e o antigo povo dos "Andosins" é mencionado em escritos da Antiguidade. A independência de Andorra é reconhecida de facto pela primeira vez na época carolíngia quando forma um semi-Estado da Marca de Espanha para proteger o império das invasões árabes.
Durante muito tempo isolada e pouco povoada, Andorra cultivou costumes arcaicos, com um sistema de administração de partilha do trono entre o chefe de Estado francês e um bispo catalão e o "Conselho da Terra", um dos mais velhos parlamentos da Europa. Durante a segunda metade do século XIX, o principado conheceu uma forte oposição entre conservadores e apoiantes da democratização e abertura ao turismo.
No século XX, a construção de infraestruturas tais como estações de esqui, estradas e hotéis, tornam Andorra num grande centro turístico e comercial, graças a taxas muito baixas sobre alguns produtos de consumo, mais caros no resto da Europa, assim como ao sistema de paraíso fiscal.

## Origens

### Pré-história
Os únicos vestígios que foram encontrados em Andorra e que remetem para a pré-história são utensílios de pedra encontrados na Balma de la Margineda, um abrigo rochoso que serviu durante o Paleolítico Superior aos grupamentos nómadas dos arredores (principalmente a Arieja, no sul da França atual e o Segre, no norte da Catalunha atual) para a caça, pesca e recolecção em épocas estivais, pois usavam Andorra como caminho de conexão entre a França e a Catalunha. Fenómeno que, no entanto, só foi possível pelo degelo que sofreu a Europa após o último período glacial chegar ao seu fim. O aquecimento do clima e a aparição de vegetação e alimento, principalmente o “isard”, uma cabra de montanha típica da zona e, aliás, símbolo nacional do país, levou várias populações dos arredores a deslocar-se para a Balma da Margineda, situada perto da capital andorrana.
A constatação de aumento da população na Balma da Marginda no VI milénio aC tem vindo a confirmar que aqueles primeiros caçadores migraram para os modos de vida do neolítico. Foram encontrados cereais e outros elementos (vasos, cerâmica, habitáculos...) na Balma da Margineda, mas também no parque natural Vall del Madriu (declarado Património Imaterial da Humanidade pela UNESCO), que levam a conclusão que progressivamente a caça foi abandonada pela agricultura e o sedentarismo.
Não é possível falar de habitáculos propriamente neolíticos para referir os vestígios do Vale do Madriu. A geografia condicionou durante muito tempo a evolução das populações que viviam em Andorra. Os primeiros sedentários foram-se adaptando lentamente às novas correntes. Por esse motivo o bronze andorrano não é tão rico como o iraniano ou grego. Não entanto também existem vestígios do período, principalmente na aldeia de Prats (em Canillo), onde foi achada uma fossa e gravuras rupestres sobre rocha, popularmente conhecidas como “Roc de les Bruixes” (do catalão, Rocha das Bruxas).
Existem também restos de ferro tipicamente ibéricos, facto que vem confirmar as fontes literárias. Textos escritos pelos próprios romanos designam os andorranos com o nome de “andosins”. O Grau de l’Antuix é um claro exemplo de vestigem do Ferro. Trata-se de uma aldeia ibérica encontrada perto de Escaldes-Engordany, onde também foram achadas sepulturas e moedas que, neste caso, não se conseguem datar com grande precisão. Há especialistas que situam-nas mais perto de Roma do que do mundo ibérico. Os topónimos andorranos têm provocado certa controvérsia. Há quem procure a sua origem na língua basca, outros a remetem à religião cristã. Não há consenso neste assunto, mas é provável que naquela época se falasse alguma língua aparentada com o basco.

### Antiguidade

Conquista de Roma da Península Ibérica

O processo de romanização foi tardio. Os historiadores preferem falar de aculturação.  Não existem grandes vestígios romanos em Andorra. Apenas uma sepultura encontrada em Sant Julià de Lòria, no sul do país. Encontrou-se também vinho em Santa Coloma, facto que levou a conclusão de que Andorra foi incorporada a Strata Ceretana, uma via terrestre de conexão com o império e por onde se transportava vinho para a localidade da Seu d’Urgell (no norte da Catalunha, justo a tocar com a fronteira andorrana), que depois vendia-o às aldeias mais próximas.
Os andorranos são referidos por Políbio nos textos que relatam a passagem de Aníbal nos Pirenéus. Políbio conta que Aníbal “submete as tribos dos ilergetes, bargúsios, aeronosis e andosins” na sua viagem em direção à península Itálica. Mas pensa-se que os “andosins” teriam tentado resistir tanto a Aníbal como a Roma. Esta hipótese é elaborada a partir das experiências de outras áreas da Península, pois Roma só conseguiu impor-se realmente em território ibérico depois de quase 50 anos de guerra. É a única referência escrita de Roma que fala sobre Andorra. Por tanto, a tentativa de dar um relato de resistência pode ser visto como uma interpretação exagerada, para satisfazer um certo realce nacionalista.

### Grandes invasões
No século V as ocupações germânicas transformaram a paisagem europeia, além de fazer cair o império romano. Não se encontraram testemunhos em Andorra da chegada dos povos germânicos, mas há evidências de que Andorra foi incorporada à marca hispânica. Para controlar o avance das camadas germânicas Roma decidiu construir barragens ajudando-se das fronteiras naturais. Os Pirenéus constituem uma verdadeira barragem natural de montanhas. O objetivo era usá-las acrescentando torres de vigilância e muros de contenção.  Andorra ficou precisamente incorporada à barragem da marca Hispânica. O castelo do Roc d’Enclar, hoje destruído, terá sido utilizado provavelmente com este fim. Por outra parte, não se acharam restos arqueológicos que testemunhem da presença de visigodos em Andorra, mas é bastante provável isso ter acontecido. Também é difícil afirmar uma possível ocupação muçulmana em Andorra. Encontraram-se necrópoles perto das igrejas românicas andorranas com objetos de filiação islâmica. Isto permite expor a hipótese que os muçulmanos sarracenos estiverem em Andorra ou por perto.

## Idade Média

### Os condados catalães

Condados Catalães

Em 788 Carlos Magno ordena uma batalha contra os árabes nos Pirenéus. Isso marca a verdadeira criação de Andorra. O território andorrano fica integrado novamente à marca militar hispânica, dentro do condado militar de Seu d’Urgell. Seu d’Urgell, hoje uma localidade catalã, fazia parte integrante dos 13 condados que, com o decorrer da Idade Média, passam a serem conhecidos como “condados catalães”. No século IX iniciam um processo de separação após a morte de Carlos Magno devido às incursões árabes no seu próprio território. Efetivamente, as razias muçulmanas obrigaram-nos a pedir ajuda ao rei franco, mas este, preocupado pela instabilidade interna (lutas fratricidas de poder) e externa (incursões viquingues e hungaresas), não socorre. Em 987 os Condados Catalães decidem unilateralmente prestar vassalagem ao conde de Barcelona, desligando-se do rei Capeto. Nasce à chamada “Catalunha Velha”, Vifredo I de Barcelona torna-se de facto monarca. É neste contexto que Andorra se terá originado. Mas a tradição popular considera que Andorra foi doada em 800 por Carlos Magno como mostra de reconhecimento aos andorranos por terem-no ajudado a combater contra os muçulmanos. Esta lenda vai inclusive mais longe e garante Carlos Magno ter salvado os andorranos dos sarracenos. Mesmo se incluída no próprio hino de Andorra, o relato é falso.

### As Pareagens
Os primeiros documentos medievais que falam sobre Andorra datam do século IX. Concretamente, assinalam que o contado de Urgell recebera em 843, por parte do rei franco Carlos II de França, a Andorra. Mas progressivamente os condes urgelenses despreocupam-se das terras andorranas para aproximar-se ao conde barcelonês. Esta vontade leva-os a vender Andorra ao bispado de Urgell. Em 1133 todas as terras nos Pirenéus, Andorra incluída, são finalmente entregues ao bispado urgelense. Tendo conseguido grande poder com a aquisição, o bispo de Urgell inicia por sua vez um processo de vassalagens que leva-o à assinatura da Pareagem (em catalão “Pariatge”), documento que historiadores interpretam como a independência de facto de Andorra.
Efetivamente, o bispo da Catedral de Urgell encontra-se repentinamente com um território invejado pelos condados mais próximos. Não podendo defender-se fisicamente, resolve enfeudar a família Caboet. Esta garante a defesa de Andorra e das terras de Urgell em troca de uma gestão ampla sobre o território andorrano. Mas em 1185 o viscondado de Castelbo casa-se com a família Caboet: é o ponto de partida para um verdadeiro conflito armado. A família Castelbo praticava o catarismo, um movimento cristão de ascetismo extremo, condenado pela Igreja Católica. Esta, preocupada pelo avance do catarismo na Europa, resolve de uma cruzada que veio justificar a Inquisição. O bispo da Seu d’Urgell é imediatamente alvo de violência catar. Quando em plenas cruzadas albigenses o condado de Foix decide casar com os Castelbo a crise chega ao apogeu. Catar e ansioso de se ligar as linhagens catalãs, o contado de Foix protagoniza diferentes campanhas bélicas em Andorra, saqueando a Catedral de Urgell.
Em 1278 ambas as partes decidem assinar finalmente a paz através da chamada Pareagem. Uma Pareagem era um acordo que se assinava entre nobres para resolver problemas relacionados com a posse de terras. O bispo de Urgell e o condado de Foix resolvem declaram-se soberanos de Andorra, concretamente príncipes de Andorra, daqui o nome de co-principado de Andorra, em troca de fazerem as pazes. Mas apesar de tudo não se consegue impor a paz. O condado de Foix tinha decidido construir um castelo no Roc d’Enclar (hoje Andorra), interpretado pelo bispo da Seu d’Urgell como uma ameaça e declaração de guerra. Voltam os confrontos armados. Em 1288 assina-se uma segunda e definitiva Pareagem, que levará o sistema de co-principado até aos nossos dias.

### Conselho da Terra

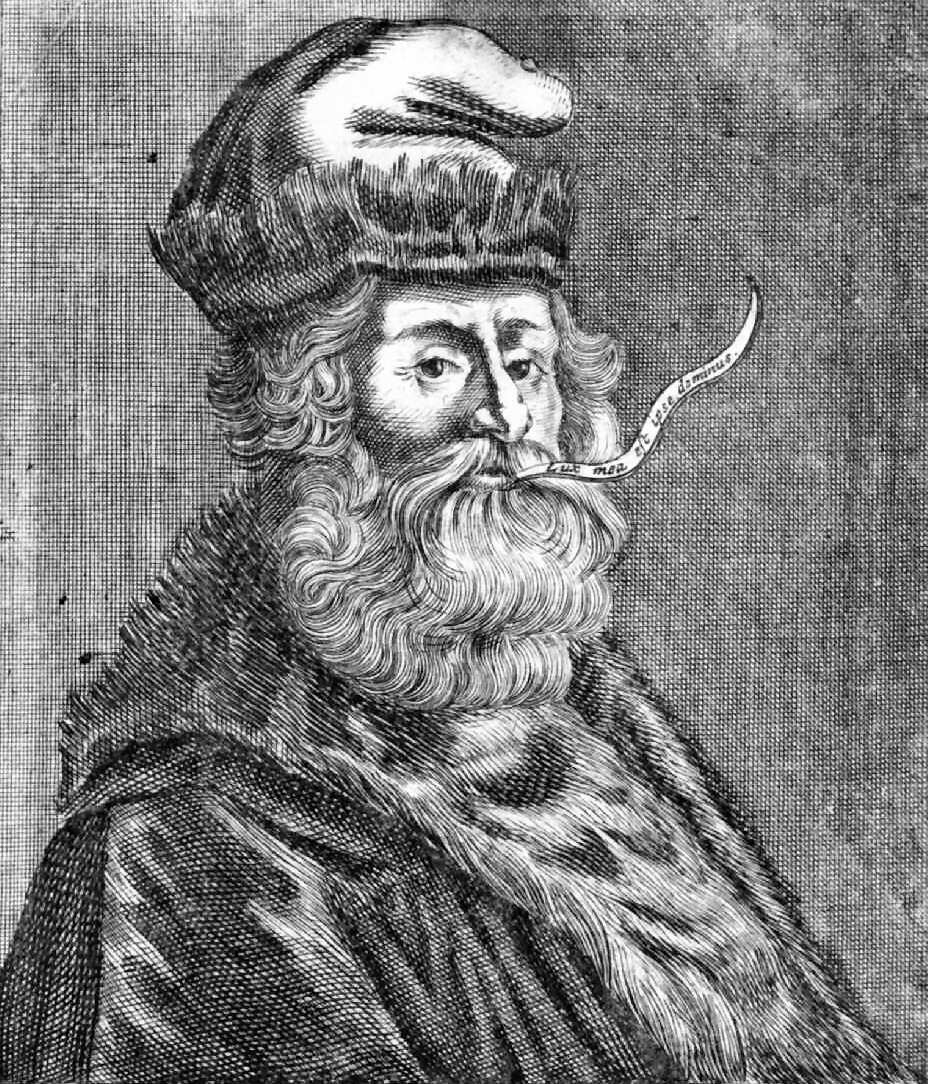
Gravura de Raimundo de Lúlio, s. XVIII

O fato dos co-príncipes terem a soberania sobre Andorra não implica que os seus habitantes fossem súbditos fieis e domáveis. Prova disso, a criação do parlamento andorrano no ano 1419 numa ação conjunta entre as diferentes localidades daquela época que pertendiam desta forma diminuir a ação dos co-príncipes. O parlamento, chamado de Conselho da Terra (em catalão, Consell de la Terra) e proposto por Andreu Alàs, virá com o tempo representar a voz do povo, num contexto de nacionalismo. Este passa efetivamente a representar a vontade popular expressada através de representantes políticos escolhidos em eleições. Por exemplo, no caso de Rádio Andorra ou da Segunda Guerra Mundial, o parlamento foi o responsável de gerir as relações entre andorranos e exteriores; mesmo se tutelada até a independência de 1994. O parlamento andorrano é considerado como um dos mais velhos parlamentos europeus. No entanto, o parlamento medieval andorrano era estamental, pouco democrático e unicamente representativo das administrações locais do país. As mulheres e classes pobres não podiam participar na política e só os chamados "prohoms" é que tinham direito de serem eleitos.
Por outra parte, a Idade Média é considerada como o período de criação e expansão da língua catalã. O catalão é uma língua romana, ou seja, derivada do latim que foi originando-se por volta do século VII. O seu máximo representante, a mesmo título que Luís de Camões para a língua portuguesa, é Raimundo Lúlio, escritor, filósofo e poeta, além de teólogo. Em 1137 a união dinástica entre Raimundo Berengário IV de Barcelona e a rainha Petronila de Aragão, marca o início da expansão do catalão nos territórios que atualmente se incluem nos chamados Países Catalães (veja mais no S. XIX), por estes reis terem decidido empreender a guerra contra os muçulmanos. Andorra, incluída, na confederação de Aragão, também chamada confederação catalano-aragonesa, é considerada como um dos territórios berço do catalão: os Caboet teriam deixado escritos em língua catalã. No entanto, o episódio da Reconquista é mais conhecido nos Países Catalães pelo nome de Jaime I o Conquistador, por ser o principal responsável da tomada de Maiorca, Valência e feudos da Occitânia, transformando-se em rei de Valência, da Catalunha e de Maiorca. Junto do românico, a língua e culturas catalãs constituem a base da identidade atual andorrana. Neste sentido o território andorrano possui um vasto património românico. A Igreja de Sant Joan de Caselles seria uma amostra do conjunto amplo de igrejas românicas ou pré-românicas andorranas.

## Época moderna

### Guerras de religião

#### União dos direitos de consenhoria dos condados de Foix à coroa francesa
Durante a época moderna o título de co-príncipe de Andorra por parte do lado francês desloca-se progressivamente até chegar ao rei de França através de matrimónios diversos que tinham por objetivo acrescentar o poder do condado de Foix. Esta sequência teve lugar durante as diferentes guerras da época moderna, nomeadamente as de religião. O Condado de Foix, tendo resolvido finalmente as diferenças que mantinha com o co-príncipe episcopal, resolve casar com a família dos Béarn e durante o período de 1302 até 1391 vão se suceder vários varões desta dinastia. Depois será o turno da família dos Grailly. Durante a Guerra Civil Catalã (1462-1472) a coroa navarrense recebe Andorra. E, finalmente, a crise de sucessão na coroa francesa desatada durante a oitava guerra de religião, desloca o título para o rei de França em 1572. Concretamente, Enrique III não tinha filhos e a situação inquietava a família dos Valois. O sucessor legítimo, o rei navarrense e co-príncipe andorrano, era protestante, o que defrontou diferentes monarquias entre si. Em 1572 finalmente Enrique III de Navarra converte-se ao catolicismo, troca de nome (Enrique IV) e consegue ser tronado rei de França. Isto permite o final das guerras de religião em França, mas não só. A partir desse momento o título de co-príncipe de Andorra passa para a coroa francesa. Do lado episcopal, não houve quaisquer tipo de alteração e o posto sempre foi ocupado pelo bispo da Seu d'Urgell, pois um bispo não se pode casar. No entanto, foi a petição da monarquia espanhola que a partir de 1521 os bispos começaram a ser nomeados diretamente pelo rei castelhano. Por trás escondem-se motivos ideológicos. Durante a época moderna a monarquia hispânica tenta substituir os eclesiásticos catalães por castelhanos com a intenção de castelhanizar o território, pois reivindicava, por exemplo, Andorra e todos os territórios (Catalunha, Navarra,...) que constituíam reinos a parte, incorporados, no entanto, muitas vezes através de matrimónios à própria coroa hispânica.

#### Reforma e contrarreforma

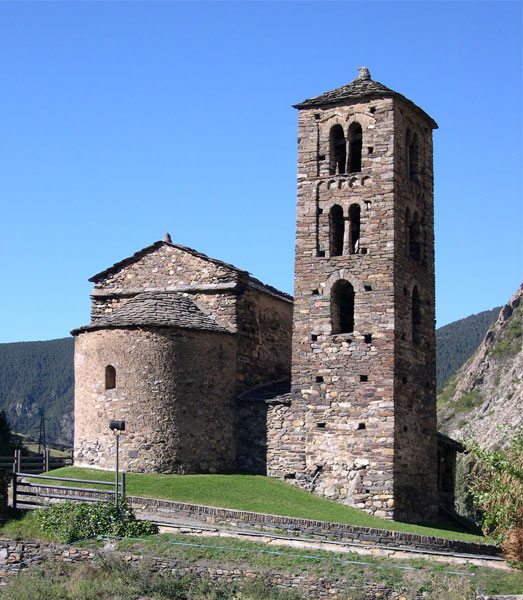
A igreja romana Sant Joan de Caselles, em Canillo.

A população andorrana da Idade Moderna era extremadamente católica. O livro do Manual Digest (ver mais na Guerra de Sucessão espanhola mais em frente) anota episódios de queima de bruxas ou perseguição por motivos religiosos, embora emascarados sob banditismo. Também refere os muçulmanos como invasores. O tom utilizado é altamente religioso, com explicações e crenças populares que descrevem rituais de bruxedo "descontrolados" e que podiam levar os intrusos a serem transformados em "gatos pretos". Este fervor religioso explica-se em parte pela presença do bispo como príncipe e co-soberano do país.
No entanto, Andorra foi alvo de saques e turbulências provocadas pela sua suposta implicação com o protestantismo. O facto de ter um co-príncipe católico, o bispo, e outro protestante, o rei de Navarra, levou a várias acusações de protestantismo com represálias. A Igreja de Sant Serni de Canillo, por exemplo, foi saqueada como resposta às acusações de alojamento de huguenotes, considerados "pragas". Mas o elemento mais visível deste fervor religioso vem dado pelo co-príncipe episcopal. Implanta o Tribunal da Inquisição dos Vales de Andorra, uma simples filial do tribunal inquisitório espanhol, legitimando-o pela venda de "cavalos luteranos" por parte dos andorranos. A sua presença foi vista como uma tentativa de castelanização da população andorrana e como uma violação, do lado francês, dos direitos do co-príncipe e rei de França. Tanto que no ano 1601 o rei Enrique IV de França resolve proibir o Tribunal da Inquisição dos Vales de Andorra e substituí-lo pelo Tribunal de Cortes, outro tribunal inquisitório emascarado, mas conforme às exigências do monarca francês.
Junto do Tribunal de Cortes, a Casa de la Vall (sé do parlamento andorrano) constitui uma das grandes novidades do período no país. Antes da aquisição da Casa de la Vall (do catalão, Casa do Vale) em 1702, o parlamento reunia-se nos pórceres das Igrejas andorranas, o que confirma uma vez mais a religiosidade da sociedade andorrana daquela altura. Mas devido ao clima de montanha, o Conselho da Terra, que sofre mutação entretanto para Conselho Geral (em catalão, Consell General), resolve comprar a casa do D. Antoni Busquests para se reunir. Trata-se duma casa rural, transformada com o tempo em parlamento e que na atualidade é utilizada como Museu. As sessões parlamentárias faziam-se depois de rezar numa capela situada justo em frente do hemiciclo parlamentar. O Conselho Geral reuniu-se nela até 2014 quando foi estreada a nova sé, situada logo em frente do antigo parlamento.
Outro elemento que vem confirmar a presença notável do catolicismo na sociedade andorrana é a arte barroca. Quando na Europa se expandiu o barroco, este chegou a Andorra muito timidamente. Não existem igrejas propriamente barrocas em Andorra. As condições económicas muitas vezes não permitiam a sua construção, embora as igrejas andorranas fossem ampliadas para incorporar retábulos barrocos no interior. O exterior não sofre quase nenhuma alteração. As igrejas continuam num estilo românico rural, com algumas pinceladas lombardas. Os retábulos representam na maioria dos casos padroeiros. O culto à padroeira andorrana, a Nossa Senhora de Meritxell, intensifica-se.

### Guerra de Sucessão e Guerra dos Segadores

#### Guerra dos Segadores
Durante a Guerra dos Segadores os andorranos apoiam os catalães na revolta contra Castela. Estava em jogo diminuir a influência e dominação que Castela exercia sobre Portugal, Catalunha, reino de Valência, reino de Navarra e Andorra. Efetivamente, enquanto Portugal aproveita a ocasião para revoltar-se contra a coroa castelhana, em 1641, Luís XIII de França e co-príncipe de Andorra, é proclamado rei da Catalunha como represália contra Castela. A proclamação de Luís XIII de França como rei catalão obriga o bispo e também co-príncipe de Andorra a fugir para Castela, pois apoiava a monarquia castelhana. Assim, durante o conflito a soberania andorrana vai ser posta em questão. Neste caso, Luís XIII usurpa do poder do bispo e obriga os andorranos a alugarem tropas francesas, além de pagarem impostos a monarquia francesa. O parlamento andorrano não aceita a situação, mas durante 10 anos não pode fazer nada. No final da guerra, em 1652, apresentam-se condições péssimas de rendição para com os catalães, Andorra vê-se afetada. O Tratado dos Pirenéus, que marca o fim da guerra, retira da Catalunha parte do seu território, nomeadamente o condado de Rossilhão e metade do condado de Cerdanha. A situação é vivida com grande receio por parte dos andorranos. Os motivos parecem ser óbvios: a Catalunha não consegue restaurar a sua soberania. O único reino da coroa castelhana a obter vitória será Portugal em 1668. A Catalunha retorna a autoridade ao rei castelhano, Filipe IV, e o co-príncipe e bispo andorrano volta do exílio.

#### Guerra de Sucessão de Espanha

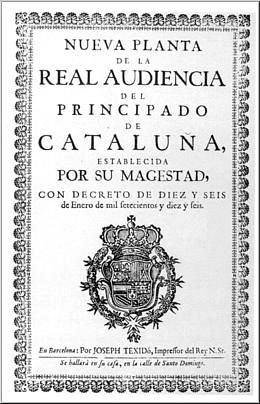
Decreto do Novo Plano

O primeiro elemento a evocar da Guerra de Sucessão Espanhola para Andorra é o coroamento de Carlos III de Áustria como herdeiro legítimo dos territórios da coroa de Aragão. Carlos III de Áustria será, por tanto, além de rei catalão, também co-príncipe de Andorra. É provável os andorranos terem simpatizado com Carlos de Áustria, mas certa historiografia simpatiza-os com o bando francês; seguramente devido a fato de o rei francês ter sido co-príncipe. Mas a parte que afeta diretamente Andorra tem a ver com o assedio de Barcelona. A derrota de 1714 na Catalunha é vista como o final das instituições catalãs. Barcelona não aguenta e cai em 11 de setembro de 1714, atualmente dia nacional da Catalunha.
Desde Andorra a derrota preocupa. Exemplo disso é a redação do Manual Digest, Politar Andorrà e Llibres de Privilegis após a publicação dos Decretos do Novo Plano. Estes abolem as Constituições Catalãs, ou seja, a soberania do Principado da Catalunha, mas também, impõem o castelhano na administração, escolas, tribunais,... O período chamado de Decadência vai tomar outra velocidade. A língua catalã sofre a partir do casamento entre Isabel a Católica e Fernando de Aragão um período de retrocesso, repressão, castelhanização forçada e empobrecimento. Este fenómeno é devido à vontade da coroa castelhana de impor o castelhano como idioma do império. Com os Decretos de Novo Plano esta situação vai agravar-se consideravelmente. Em Andorra a entrada do Tribunal Inquisitório já foi percebida como uma tentativa de castelhanizar o território. Não deixam de ser, por tanto, estes os motivos que levam a tanta preocupação em Andorra.
Os decretos vieram para destruir as instituições catalãs, começando pela própria língua. Em reação o parlamento andorrano resolve pedir ao letrado Antoni Fiter i Rossell a redação do Manual Digest. Trata-se de um memorando que recolhe a história, instituições e caráter dos andorranos. O autor dedica um capítulo a explicar por que os andorranos não são catalães. Por exemplo, diz claramente que “no espiritual e temporal eclesiástico, no secular, no físico, e natural, e no moral, no idioma, no modo, na moda de vestir, nos costumes, no génio, sem dúvida, [Andorra] é ligada a Catalunha, como parte, e porção de dito Principado”, mas que pelas “instituições, economia, política” não é catalã (cap. III). Não tendo suficiente, redata-se outro memorando, chamado Politar Andorrà e, finalmente, o parlamento pede a redação do Llibres de Privilegis (do catalão, Livros de Privilégios). Este último tinha por objetivo deixar escritos os acordos comerciais e de outro caráter que os co-príncipes teriam doado a Andorra.
Paralelamente, o próprio co-príncipe episcopal inicia uma importante correspondência com a coroa castelhana para, uma vez mais, fazer compreender que Andorra não é Catalunha. O Manual Digest tinha sido elaborado como manual prático para os políticos andorranos saberem-se defender perante Castela. Por esse motivo, foi escondido durante cerca de 100 anos. Só os membros do Conselho Geral tinham conhecimento da sua existência. Afinal também estavam em jogo as instituições, língua e soberania andorranas. Os primeiros sinais vieram com a abolição das doações aduaneiras feitas à Catalunha. A correspondência do bispo terá tido os seus resultados, graças a Sentença de Manutenção, Andorra consegue ser reconhecida como território a parte implicitamente.
Mas a questão ainda levanta dúvidas na atualidade. Tanto que Marc Forné, antigo presidente do país, declarou em mais de uma ocasião que Andorra não faz parte dos Países Catalães partindo do princípio que Andorra não foi convidada a assinar o Tratado dos Pirenéus (ver Guerra dos Segadores). Esta afirmação do antigo presidente andorrano não é verídica. É difícil afirmar que Andorra já fosse um Estado em 1714, embora houvesse um verdadeiro debate sobre a questão nessa altura. Os argumentos dos andorranos não catalanistas (nacionalismo catalão) costumam evocar as Pareagens como documento que garante a independência do país. No entanto, até princípios de século XX as ambiguidades em Andorra serão definitivamente palpáveis entre aqueles que se consideram andorranos, catalães ou ambos. Uma questão que vai se repetir em várias ocasiões: na revolução de 1933, durante a Segunda República Espanhola, durante a proclamação da República Catalã em 1931,... Culturalmente, em qualquer caso, o vínculo é evidente.

### Sociedade e economia andorranas

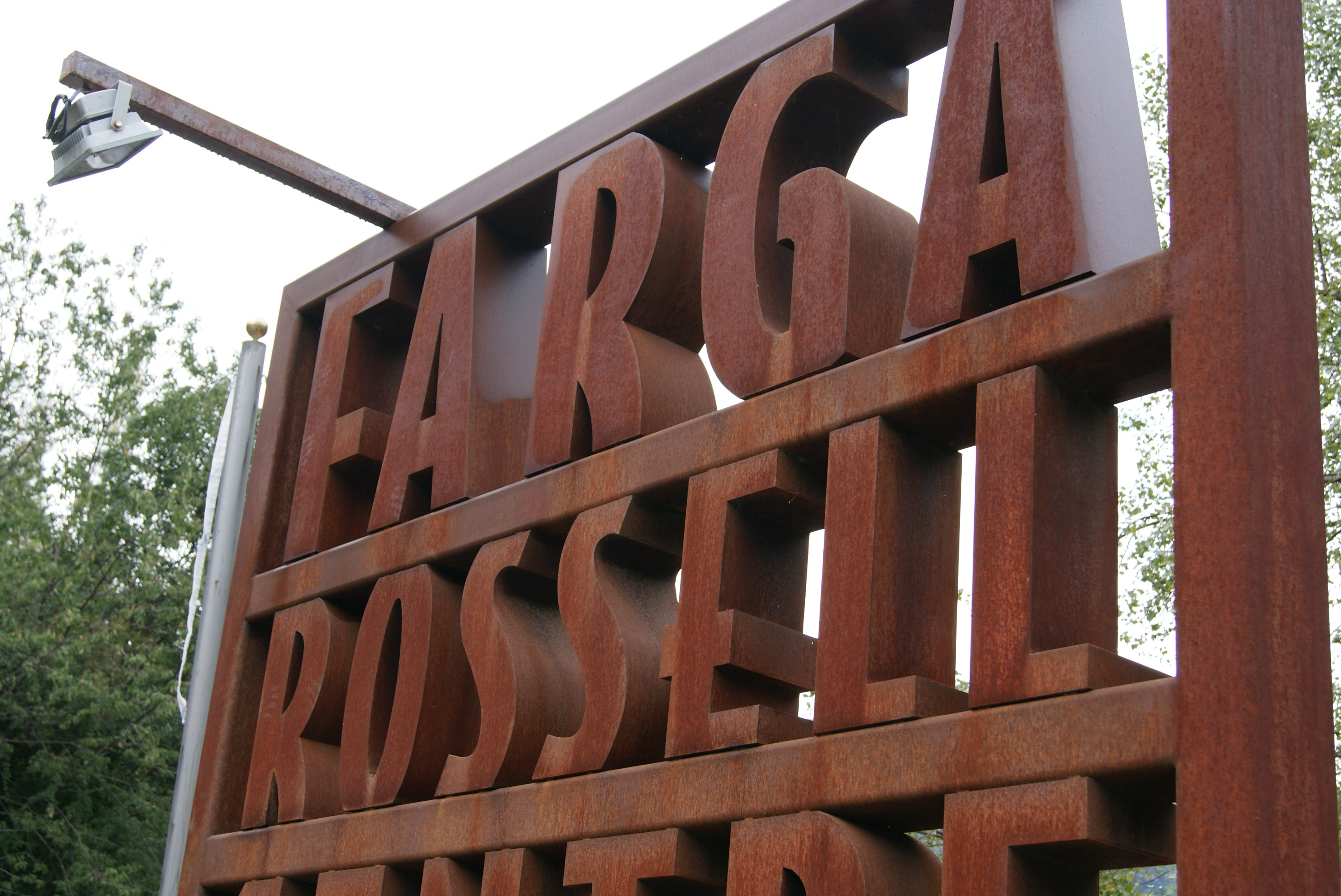
Museu Farga Rosell, antiga fábrica de ferro, base da economia andorrana da Época Moderna

Marcada pela peste, a economia da Andorra na Época Moderna cresce entre os séculos XII e XIV, diminuindo os episódios de fome vividos durante o medievo. Combina-se agricultura, indústria artesanal, metalurgia, tabaco e comércio. O tabaco constitui a grande novidade, mas também a base da economia andorrana porque permitia ganhar dinheiro com o contrabando. Prática que, embora combatida e condenada pelas monarquias hispânica e francesa, conseguirá perdurar até os nossos dias. A mortalidade e natalidade continuaram a serem elevadas, embora a população tivesse aumentado como consequência do crescimento económico. A fisiocracia e o mercantilismo não tiveram grande repercussão na sociedade andorrana, com a exceção do comércio que permitiu a chegada das primeiras companhias comerciais e mercantis modernas. A Época Moderna constitui, neste sentido, um ponto chave. O parlamento andorrano consegue ajudando-se das Pareagens certos Privilégios que virão justificar mais tarde a autonomia do território. É o caso da exoneração de impostos.
Como sucedia no resto do continente europeu, a política do país estava dominada pela aristocracia local, chamada de “focs” ou “prohoms”, única a poder votar e participar na vida política, mas que representava apenas o 4% da população. Efetivamente, só se sentava no Conselho da Terra quem tinha dinheiro para pagar e que descendia de famílias ricas e com pais andorranos. A sociedade andorrana adota o estilo de vida chamado de “casa pairal”, ou seja, o estamento tradicional catalão. Quer dizer, o sistema de “casa pairal” estabelece um “cabeça de casa” de sexo masculino para cada lar, chefe absoluto do património familiar e, por tanto, dono da mulher e do futuro dos seus filhos. Os herdeiros deviam, neste sentido, casar por conveniência com outra família cujo poder patrimonial pudesse vir acrescentar o familiar. Só um membro da família tinha direito a casar, passando a receber o título de “hereu” para homens ou “pubilla” para mulheres. Os outros irmãos deviam abandonar a casar após o casamento.

#### Revolução francesa
A Revolução Francesa não teve consequências imediatas sobre Andorra. O país vivia completamente afastado quando ela se desencadeou. Pode-se afirmar que encontrava-se em situação de isolamento intencionado. A sociedade era totalmente estratificada, com uma economia extremadamente rural, pouco aberta e com mentalidades ainda muito influenciadas pela Igreja Católica. Perante as ambições expansionistas da coroa castelhana e francesa, esta atitude permitia conservar as instituições (ex.: parlamento) e os privilégios comerciais (ex.: impostos) nascidos após a assinatura das Pareagens, além do sistema de "casa pairal". No entanto, com o tempo terão lugar revoltas, influenciadas pelo ideal francês, no território andorrano. Será necessário aguardar ao século XIX para ver os primeiros efeitos a aparecerem.
Porém, a Revolução Francesa trouxe certos elementos fundamentais que vieram desestabilizar o país, pondo-o num beco sem saída. O primeiro foi decapitação do rei francês e co-príncipe de Andorra em 1793. Este acontecimento implica que com a evolução política que vai sofrer a França, o título de co-príncipe passa de mãos reais para republicanas, tendo o presidente da República Francesa como titular. Depois virá o questionamento da soberania e economia andorranas através da renúncia e contestação da Pareagem de 1288 por parte do presidente da câmara da Arièje (sul da França) que, achando o documento feudal e reconhecendo unicamente a República como autoridade legítima, resolve não autorizar o pagamento da "quèstia".
A "quèstia" era um imposto feudal estabelecido pela Pareagem de 1288. Obrigava os andorranos a pagarem uma quantia determinada a cada um dos co-príncipes de maneira alternada, como mostra de vassalagem. Renunciando a receber o pagamento de tal imposto, o presidente da câmara renunciava, de facto, a Andorra, o que deixava o país em mãos do co-príncipe da Seu d'Urgell. A coroa espanhola podia, a partir desse momento, vir reclamar Andorra usando o bispo como simples administrativo porque, afinal, o co-príncipe episcopal era escolhido pela própria monarquia hispânica. Eis aqui a importância da Pareagem. A Pareagem tinha servido aos andorranos como ferramenta para conseguirem instituições próprias (ex.: parlamento), autonomia e certos privilégios comerciais (ex.: exceção de pagar impostos). Rasgando-a, perdiam privilégios e autonomia, a base da economia e sobrevivência do país. É por esta razão que os andorranos consideram a Pareagem como documento atestando a independência do país.
O regime de terror, assim como a situação de guerra que vivia a França, não permitiu num primeiro momento fazer qualquer tipo de movimento em favor de restabelecer a Pareagem. Mas finalmente no ano 1801 uma delegação andorrana designada pelo Conselho da Terra consegue convencer Napoleão Bonaparte através de uma carta da necessidade de manter a Pareagem em vigor. Napoleão aceita em 1806, assinando um decreto pelo qual a Pareagem fica restabelecida. O problema parecia ter sido resolvido.

## Século XIX

### Guerras Napoleónicas

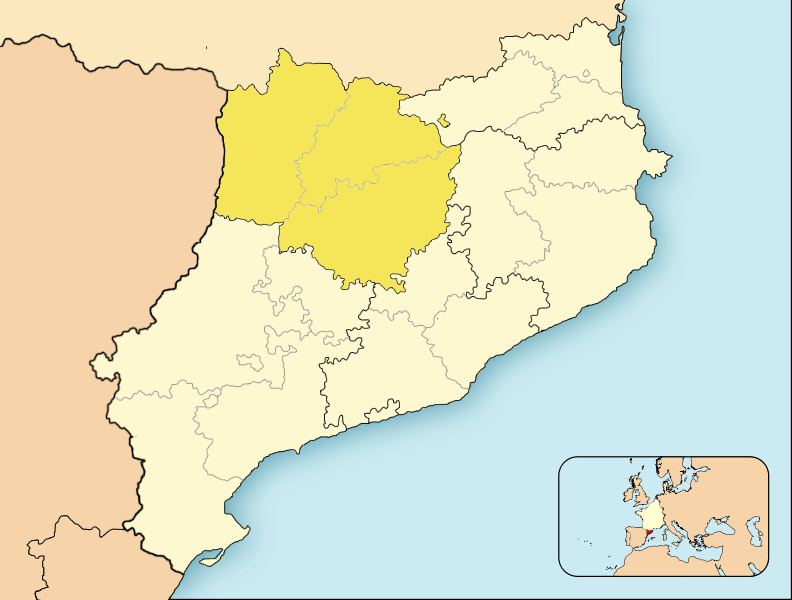
Andorra no Império Napoleónico (1812-1814).

Entre 1807 e 1814 Napoleão Bonaparte traz a guerra para a Península Ibérica. Chamada Guerra Peninsular em Portugal, Guerra da Independência em Espanha, Campanha de Espanha em França e Guerra do Francês nos Países Catalães, se cada nação dá o seu próprio nome ao acontecimento, é que o conflito é visto de formas diferentes por cada uma delas. Para os andorranos a guerra volta a questionar a soberania do país. Napoleão, que tinha restabelecido em 1806 o co-principado através do decreto que legalizava novamente as Pareagens, resolve anexar a Catalunha e Andorra durante a guerra. Andorra fica dentro da Catalunha, inserida por sua vez no império francês como departamento. A Europa que caiu sob a tutela napoleónica foi distribuída de várias maneiras. Havia territórios anexados e geridos diretamente por Napoleão (ex.: Catalunha), territórios geridos por membros da sua família (ex.: Espanha) e outros territórios simpatizantes. A derrota de Napoleão na batalha de Waterloo restabelece as fronteiras anteriores e Andorra torna as Pareagens de 1288. No entanto, se o Congresso de Viena reconhece o território do micro-estado de São Marino, Andorra não é mencionada.
Por outra parte, será durante este período que a bandeira andorrana se terá originado. Diferentes artigos de imprensa afirmam que a bandeira andorrana constituía-se das cores catalãs medievais (roxo e amarelo) antes de 1866. Napoleão terá acrescentado a cor azul a bandeira andorrana para simbolizar a titularidade da França sobre Andorra. No entanto, não é possível confirmar esta afirmação e o único elemento da bandeira andorrana documentado é o seu escudo. Na parte esquerda, os emblemas representam a bandeira catalã (quatro barras de cor vermelha e amarela) e o báculo do bispado de Urgell; ou seja, o co-príncipe episcopal e o seu domínio territorial. A parte direita representa o co-príncipe francês (bandeira do condado de Foix) e o seu património (emblema da família dos Bearn). Quanto as cores catalãs da bandeira, amarelo de fundo e quatro faixas vermelhas, representam ouro e sangue. As origens das cores da bandeira catalã também não são muito claras.

### Guerras Carlistas
Foi devido ao liberalismo que Andorra entrou uma vez mais noutra etapa difícil para o respeito da sua soberania. Desta vez não seria o lado francês quem viria a questionar o território, mas o espanhol. O ideal que tinha expandido a Revolução Francesa redesenhou as fronteiras europeias, desafiando as políticas metternichianas e os traçados do Congresso de Viena. Devido a isso durante o século XIX defrontam-se absolutistas e liberalistas na Europa. No Reino de Fernando VII este confronto teve a sua expressão nas chamadas Guerras Carlistas. Para Andorra elas virão questionar novamente a soberania e perlongar a miséria económica.
A nação catalã viu-se dividida. Maioritariamente liberalista, as zonas rurais tinham optado pelo carlismo. A Seu d’Urgell, sé do co-príncipe episcopal, pronunciou-se, por tanto, em favor do carlismo. Isto levou a rainha Isabel II a questionar a soberania andorrana porque vários carlistas tinham usado a fronteira da Seu para se refugiarem. Além de enviar tropas, a monarquia espanhola resolve controlar o parlamento andorrano através de um comissariado. Este questiona as instituições andorranas através de relatórios enviados ao monarca. Contudo, o co-príncipe é desterrado e Andorra é obrigada a assinar um convénio com a monarquia espanhola que obrigava os andorranos a rejeitaram quaisquer tipo de combatente, quer seja carlista ou não. A situação foi particularmente difícil. Exemplo disso a redação do livro De l’Andorre pelo representante do co-príncipe francês em Andorra, P. R. Roussillou. De l’Andorre tenta demonstrar, na mesma linha de tentativa do Manual Digest, por que razão Andorra não é Espanha.

### A Questão de Andorra

#### Revolução Industrial
Se a Revolução Industrial supôs o desenvolvimento da Alemanha, Bélgica, Suíça ou França, para Andorra ela trouxe o primeiro êxodo migratório. A Catalunha e a França tornaram-se duas nações verdadeiramente dinâmicas. A economia andorrana, que não tinha superado o modelo antigo, não conseguiu competir com o dinamismo dos estados vizinhos e caiu numa crise económica importante. As forjas começaram a fechar as umas trás das outras. A população foi obrigada a migrar para à França e a Catalunha, principalmente. A febre amarela e o cólera vieram empiorar a situação. Registram-se tentativas de dinamizar a economia através do setor têxtil. Escaldes-Engordany, cidade situada no centro do país, possuía e ainda possui condições para explorar o têxtil e o turismo graças as termas. Mas o comércio era regularmente proibido pelo co-príncipe episcopal. Além disso, o contrabando, único setor que conseguiu manter-se em pê, sofria dos decretos constantes dos co-príncipes. Contudo, a Revolução Industrial acrescentou as condições para alterações políticas.

#### Nova Reforma
Esta situação de crise foi muito mal vivida pela maioria da população. Desde as camadas mais baixas da população exigia-se soluções políticas. Mas a política estava reservada a uma minoria. Os chamados "prohoms" eram os únicos que podiam participar na política. Podiam pagar para votar, para serem representados ou para representar. Além disso, desciam de família nobres, com património e riqueza. O setor do ferro conseguiu durante a Época Moderna melhorar a economia de famílias menos avantajadas. Estas desejavam poder participar na política, mas não lhes era permitido por não pertencerem aos chamados prohoms. A Revolução Industrial também tinha prejudicado o seus negócios e, por tanto, reclamavam soluções. Ora, os "prohoms", o cinco por cento da população, não tinham necessidade de alterar nada. O incómodo foi-se agravando até a Revolução de 1881. Mas, antes disso acontecer, o sentimento de enojo foi concentrado no nome de Guillem d'Areny-Plandolit.
Guillem d'Areny-Plandolit era um prohom que tinha conseguido fazer fortuna graças as forjas de ferro. Essa situação tinha-o levado, junto da família, a aproximar-se da nobreza catalã e depois castelhana. Mas a Revolução Industrial obrigou-o a tomar soluções para com o seu negócio. Durante as guerras carlistas tinha-se aposto aos liberais. Com isto quer-se explicar que Guillem d'Areny-Plandolit não era um revolucionário ou pessoa que liderou um movimento progressista. Simplesmente veio-se empurrado a alterar a situação política em favor do seu negócio. Junto de um grupo de cidadãos autoproclamados "progressistas", fartos do sistema político, Guillem d'Areny-Plandolit resolve apresentar um Decreto de modificação do funcionamento das instituições andorranas ao Parlamento. O decreto tinha sido elaborado com antecedência em reuniões populares.
O texto não é aceite pelo parlamento, mas tendo os co-príncipes por cima, Guillem d'Areny-Plandolit apresenta o Decreto de Novo Plano de Reforma ao co-príncipe episcopal que ratifica-o em 22 de abril de 1866. O decreto derrogava o antigo sistema de votações. Permitia votar a todos os cabeças de casa quer seja a sua riqueza, obrigava a renovar o hemiciclo parlamentar cada dois anos, limitava os postos políticos a quatro anos, sem poder amontoar outros postos,... A ratificação foi novamente contestada pelo parlamento. Guillem d'Areny-Plandolit conseguira, apesar dessa atitude, que o co-príncipe Napoleão III ratificasse por sua vez o Decreto.

#### Revolução de 1881
Agora podia-se abrir o parlamento a novas eleições que viessem colocar um hemiciclo maioritariamente favorável a estabelecer medidas para melhorar a economia do país. No entanto, só uma parte do problema tinha sido resolvida. Aproveitando que o rei francês proibira os casinos no seu reino, alguns setores andorranos acharam que era possível sair da crise construindo casinos para fazer dinheiro turismo de elite, imitando o modelo do Mónaco. Mas o Conselho Geral não tinha dinheiro para financiar nenhum casino nem balneário. Diante este impedimento, o parlamento resolve conceder a uma companhia francesa a construção de um casino em 1866 em Pas de la Casa, aldeia situada junto à Fronteira Andorra-França. Em troca, a companhia comprometia-se a construir estradas, necessárias para fazer vir turismo. As estradas eram um elemento altamente desejado pela população. Antes disso as vias de comunicação até Andorra eram inexistentes. Isso dificultava grandemente o comércio e, parente os projetos de terceirização da economia andorrana, as estradas representavam o fim do afastamento. Guillem d'Areny-Plandolit foi responsável por este contrato e será por este mesmo que virá a ter problemas.
A companhia não cumpre com o contrato e, além disso, o co-príncipe francês é informado da concessão. Achando-se autorizado para isso, proíbe a construção do casino e só autoriza a construção de balneários. A decisão é mal assumida pela população e o primeiro a sofrer as consequências foi Guillem d'Areny-Plandolit. Expulso de Andorra, o enojo entre a população cresce até rebentar finalmente numa pequena guerra civil em 8 de dezembro de 1881, chamada Revolução de 1881. Partidários e detratores defrontam-se com armas em território andorrano. Apoiados por companhias de casino, os partidários à concessão decidem destituir o parlamento por Golpe de Estado, substituindo-o pelo Conselho Revolucionário Provisional. Este assina um novo acordo para a construção de casinos e balneários. Os detratores pegam nas armas e conseguem um primeiro acordo de paz em 10 de junho de 1881 através do Tratado do Ponte dos Escalls.
Furiosos por não se ter respeitado a suas decisões os co-príncipes atuam através do Tribunal de Corts. O Conselho Revolucionário Provisional é castigado e a hipótese de construir casinos proibida definitivamente. A guerra civil durou apenas meio ano, mas foi suficiente para transformar Andorra numa questão de grande preocupação para o império francês. Por outra parte, esta pequena revolução, que pode ser vista acertadamente com humor, pois nomear "guerra civil" aos confrontos que se deram não é totalmente adequado, é considerada pelos historiadores andorranos como uma revolta burguesa, incendiava pelas transformações nos estados vizinhos, influenciados pelo ideal deixado pela Revolução Francesa e Americana. Vários elementos permitem compreender esta leitura. A Reforma de 1866 é chamada muitas vezes nas bibliografias andorranas de "revolução desde cima" e a de 1881 "revolução desde baixo". Com isto quere-se dizer que desde cima como desde baixo no século XIX o sistema estratificado, que dava voz a uma só minoria, foi contestado seja pelos próprios estamentos bem colocados como desde a população mais desfavorecida.

#### A Questão de Andorra

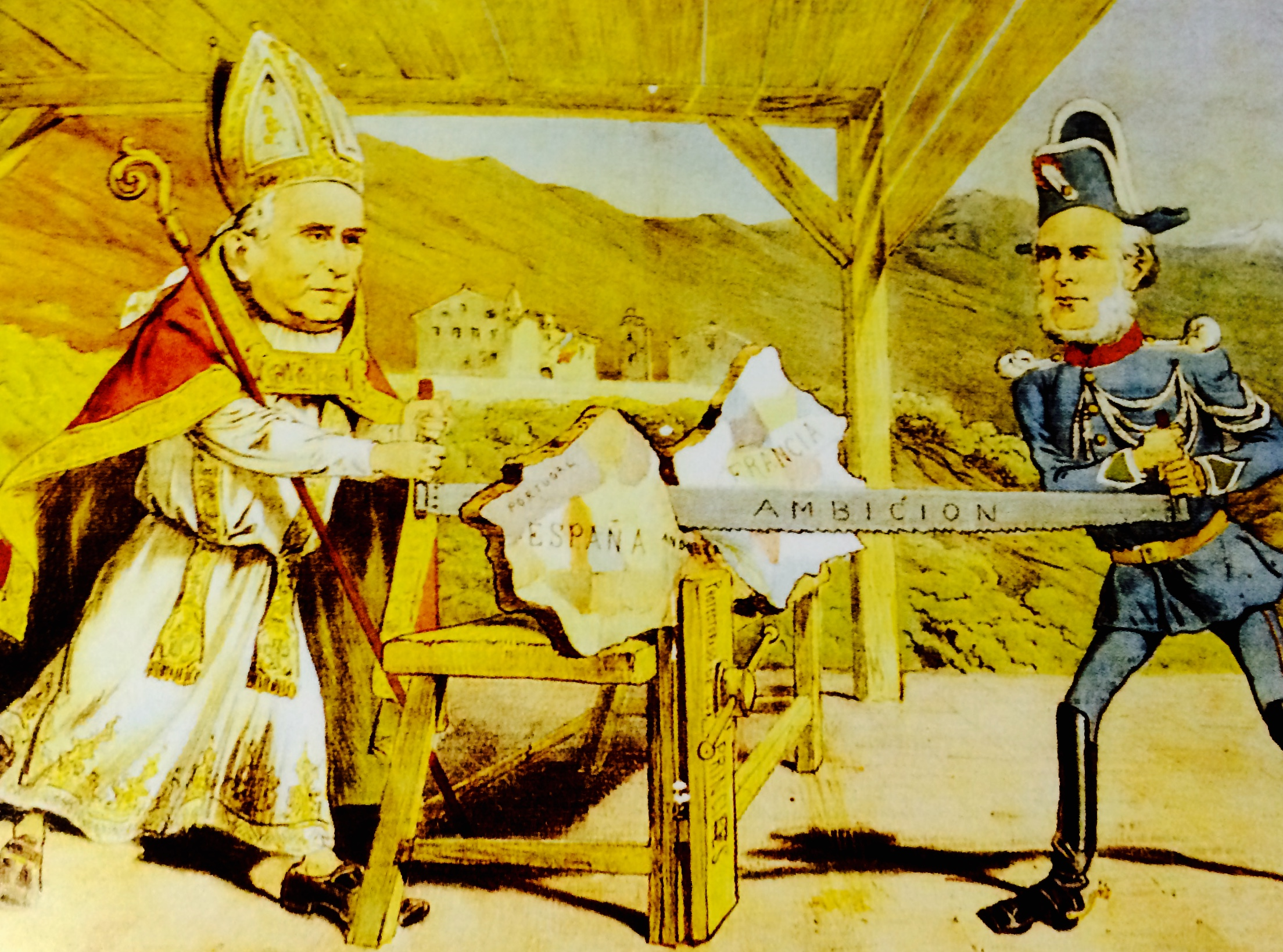
Caricatura "La Qüestió d'Andorra", 24 de Junho de 1881 por Enric Palmitjavila

Além disso, e ainda na leitura das correntes políticas europeias derivadas da Revolução Francesa e Americana, esta Revolução de 1881 vai tomar um caráter nacionalista. Um território afastado e isolado como era o andorrano, sem quaisquer interesse, tornou-se, de repente, no objeto de estudo e cobiça. O império francês, em pleno auge colonialista, resolve de uma política intervencionista e colonialista sobre Andorra com o objetivo de fazer entrar o território em órbita francesa e assim incorporá-lo ao império colonial. O co-prínicipe episcopal, parente esta política, resolve por sua vez pedir ajuda a Espanha e esta socorre, também com o objetivo de fazê-la entrar em órbita hispânica. Entra-se num período de conflito pela posse de Andorra chamado de “Questão de Andorra” (em catalão, La Qüestió d'Andorra). Três gigantes, França, Igreja Católica e Espanha, resolvem guerrear por meios não convencionais.
Esta guerra não convencional tem dois eixos principais: as comunicações e o ensino. O objetivo será sempre o mesmo: influenciar a população andorrana para decidir se fica dentro do Império Francês ou no Reino Espanhol. A designação deste confronto como "Questão de Andorra" é inspirada na chamada Questão Oriental, pois foi à disputa do território otomano o que levou a diferentes guerras pela independência. Neste sentido, aquilo que era pedido aos andorranos era escolher: ser espanhóis ou franceses. Em Andorra houve gente favorável a ambas as propostas, mas também, e foi o caso do parlamento andorrano, uma parte da população não se achava espanhola nem francesa. Neste contexto nasce o sentimento nacional, praticamente ligado ao nacionalismo catalão (ver a seguir). Diferentes autores estrangeiros começaram a escrever livros sobre história de Andorra para legitimar a postura francesa, espanhola ou andorrana. Um deles, La Qüestió d'Andorra, deu nome ao confronto. Quanto à estratégia das comunicações, o império francês propôs modernizar o território andorrano (ex.: instalando telégrafos) para adaptá-lo à Revolução Industrial e assim conseguir superar a crise económica (em troca o império francês desejava influenciar os andorranos). O bispo respondia da mesma maneira: se a França construía estradas, o bispo pedia subsídio ao Reino Espanhol para construí-las. Quanto a estratégia do ensino, o império francês construiu as primeiras escolas andorranas para tentar afrancesar os andorranos. Era proibido o catalão, considerado um simples dialeto ruralizante, mas enfatizava-se na laicidade. O bispo respondia criando escolas católicas onde o francês era proibido, mas ensinava-se latim e castelhano (e provavelmente catalão). Neste caso, era necessário espanholizar os alunos. Em qualquer um dos casos a identidade andorrana não era respeitada: proibição do catalão. Aliás, em França, tinha-se iniciado um processo de repressão para com as línguas do estado francês, exceto o próprio francês. Nas colónias o estado menosprezava as comunidades colonizadas tratando as suas línguas de “patois negreiro” visto que o francês era a “língua da civilização”. O mesmo processo terá sido aplicado em Andorra. (veja mais patoá)

### ARenaixença

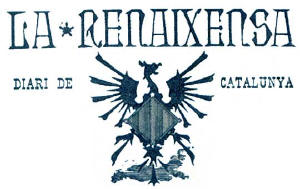
Renaixensa, jornal catalão nascido do impulso nacionalista

Neste conflito de cobiça pelo território andorrano é que se deve, também, colocar o movimento nacionalista catalão do século XIX. A Renaixença (do catalão, Renascimento) foi um movimento romântico impulsado nos Países Catalães que exaltava a identidade nacional catalã através da língua, da sua história e da sua cultura. Este movimento irredentista, a semelhança do italiano, se traduziu na política através de duas conceições: a unitária e a federalista. Foi o elemento que alimentou o nacionalismo andorrano que veio visibilizar-se através da Qüestió d'Andorra. Se nos séculos anteriores, sobretudo depois da derrota na Guerra de Sucessão Espanhola, o catalão tinha retrocedido parente a imposição do castelhano, agora o catalão vai viver uns anos de resurgimento, de crescimento e luz. Tanto na Andorra como na Catalunha este novo impulso será notável. Exemplo disso, os relatórios do representante do co-príncipe francês em Andorra, escritos em catalão. Originário do Roselhão (área culturalmente catalã), escrevia numa língua proibida pelo estado francês. Outros exemplos podem ser apresentados: os Jocs Florals, a Oda a la Pàtria,...
Durante o século XIX diferentes excursionistas românticos terão percebido Andorra como um destino exótico e será graças aos seus textos que os historiadores andorranos poderão afirmar posteriormente que teria nascido o sentimento nacional em Andorra. Pois, escritores, excursionistas, jornais e livros da época referiam Andorra com o termo "República", embora esta não fosse uma república mas sim uma tentativa de estado semi-monárquico. O excursionista catalão, Valentí Almirall, chegou a anotar que "os andorranos esão orgulhosos da sua pátria". Também, andorranos como Guillem d'Areny-Plandolit, referem Andorra como "nosso país" ou "nossa república". Contudo, o movimento nacionalista catalão, de resistência como o romeno, polonês ou tcheco, terá derivado em Andorra na Questão de Andorra.

## Século XX

### Andorra durante a Primeira Guerra Mundial
Não se sabe ao certo qual terá sido a implicação de Andorra na Grande Guerra, mas tem-se a certeza de que a economia andorrana ficou afetada. Politicamente o país vivia os confrontos da Questão de Andorra, o que de forma indireta não afasta Andorra totalmente dos motivos da guerra europeia. Além disso circula informação, na internet, que afirma que Andorra teria declarado a guerra à Alemanha, mas devido ao facto de não ter sido convidada a assinar a paz no Tratado de Paris, terá estado em guerra contra a Alemanha durante 25 anos após o fim da Grande Guerra. Esta informação foi contrastada por jornalistas andorranos e chegam à conclusão de que não é verídica. Por outra parte, foi durante a Grande Guerra que as obras românicas do país sofreram de roubo e deterioro. Também durante a Grande Guerra tenta-se estrear o hino de Andorra. Composto pelo co-príncipe episcopal, o seu objetivo era unificar os andorranos à sua causa (veja Questão de Andorra mais acima). Mas devido ao conflito europeu ou à morte do Papa, o hino só será estreado finalmente em 1921, embora composto em 1914.

### Andorra nos anos 1930
Durante o século XX tanto França como Espanha tratam Andorra como se fosse um protetorado, uma colónia ou uma parte direta do seu território. Prova disso o fato do co-príncipe francês ser representado por departamentos que administravam as colónias. Também, os qualificativos de estados "liputiens" para referir Andorra. Ou as ameaças por Andorra tentar participar como estado independente em exposições,... Enquanto a França adoptava uma política explicitamente intervencionista, a Espanha preferia uma política paternalista à semelhança da Rússia. Quando a França intervinha nos assuntos andorranos, estes pediam ajuda a Espanha, quando a intervenção vinha da Espanha, então era o estado francês quem tinha uma atitude paternalista. Este item aprecia-se em toda a história das relações de Andorra com Espanha e França. Além disso, o Vaticano também tentava influenciar dalguma maneira sobre Andorra, sobretudo após a criação do Vaticano e a laicização da Europa. Finalmente, os andorranos mantiveram durante o século XX estreitas relações com os catalães. O desejo de auto-derminação da Catalunha foi visto com empatia, pois Andorra também exigia a sua. O ato de ir pedir respeito à Sociedade de Nações durante a Revolução de 1933 é uma amostra disso. No entanto, as ambiguidades em Andorra eram palpáveis. Havia andorranos que se sentiam catalães, andorranos e catalães ou só andorranos. Sobretudo durante o início de século XX, este sentimento ambigu é visível, mas foi-se diluindo nos finais de século virando-se para um sentimento de autodeterminação.

#### Estado Catalão
Durante a ditadura de Primo de Rivera na Espanha o partido político Estat Català (do catalão, Estado Catalão) resolve preparar uma ação de libertação para declarar a República Catalã Federada e libertar a Catalunha da ditadura. Para isso Estado Catalão tinha escolhido Andorra como centro das operações. Os agentes enviados a Andorra tinham a obrigação de ficar em anonimato e não levantar suspeitas. Assim, havia catalães a trabalhar nas minas de ferro de Encamp, no leste de Andorra. No entanto, esta ação de libertação faliu. Em primeiro lugar a possibilidade de libertar a Catalunha ajudando-se do território andorrano foi abortada, pois na Seu d’Urgell a presença policial do regime era muito forte. Por tanto, a ação será realizada em Vallespir, no Rosilhão.
Paralelamente, o ditador Primo de Rivera, como tantos outros monarcas anteriores, tinha expressado que Andorra era Espanha. Sendo assim, achava que devia controlá-la. Prova disso as cartas cruzadas entre o governo do co-príncipe francês e o ditador espanhol. Outro exemplo é a entrada de forças de ordem espanholas em Andorra para proibir o catalão nas escolas andorranas. Como se pode ler na correspondência, ambos os estados, francês e espanhol, achavam ter legitimidade sobre Andorra. Discordavam profundamente e acusavam-se mutuamente de tentar anexionar Andorra. No entanto, se nalguma coisa coincidam era em qualificar o movimento independentista catalão como coisa ruim. Mesma atitude aparecia quando o desejo de autodeterminação era liderado por andorranos. Aliás, quando o presidente catalão, Francesc Macià, proclamou a República Catalã em 1931, andorranos residentes em Barcelona, e o próprio parlamento andorrano, resolveram felicitar o governo catalão através de cartas pela proclamação.

#### Turbulentas relações
Durante a Segunda República Espanhola o governo republicano questiona uma vez mais a soberania andorrana com os mesmos métodos do presidente da câmara da Arieja durante a Revolução Francesa. Se no caso francês foi questionada a “qüèstia” (veja mais na Revolução Francesa), neste caso será questionado o co-príncipe episcopal. O ponto de partida é questionar a existência de um estado feudal, o andorrano, em pleno século XX. De forma geral o governo republicano espanhol foi muito agressiva para com a Igreja Católica e o bispo da Seu d’Urgell, também co-príncipe de Andorra, não teve tempo de respirar, pois o governo republicano enviava embaixadores para questioná-lo a ele e ao parlamento andorrano. Uma vez mais, a França não ficava a espera, os andorranos também não. O trio de acusações habitual foi-se repetindo.

#### Revolução de 1933

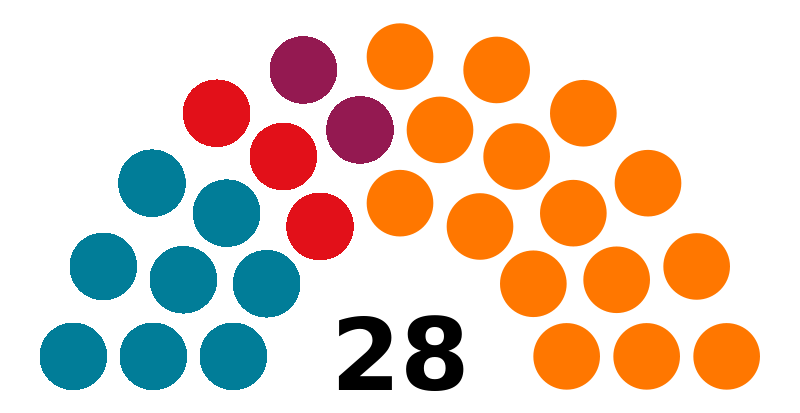
Na atualidade (2016) apenas 30% da população tem direito a votar em Andorra porque é necessário ter mais de 25 anos de residência no país para poder se nacionalizar.

Durante os anos 1920 devido a entrada do capitalismo em grande nos Estados Unidos e na França foram muitos a tentar fugir de Andorra para encontrar uma vida melhor no exterior. A dinâmica de descenso da população andorrana dos finais do século XIX provocada pela crise econômica que não se conseguiu resolver empiorou. O parlamento andorrano agora era mais representativo, mas já tinha ficado caducado parente a situação europeia. Na Europa o socialismo reclamava um verdadeiro direito a voto. As ideias de sufrágio universal masculino e República tinham já defrontado monarcas contra a população durante o século anterior.
Todos aqueles que tiveram de abandonar Andorra para procurar uma vida melhor, não só assistiram a estas novas correntes, mas também se beneficiaram do boom dos 1920. Ora, na Andorra a situação era totalmente diferente. A imprensa espanhola exaltava um paraíso bucólico, enquanto que a imprensa francesa continuava a olhar Andorra com grande desconhecimento, considerando-a um simples território com particularidades. O parlamento andorrano estava dominado por uma elite rica que se tinha aproveitado da Nova Reforma para ter poder e manter um status quo eterno, pois favorecia-os economicamente. Só o 10% de população tinha direito a voto. O parlamento andorrano contribuía, por tanto, a dar também uma imagem bucólica e de carta postal sobre Andorra.
A realidade era bem diferente do que era publicada na imprensa. A população continuava a partir, pois as condições económicas não permitiam sobreviver. Politicamente era difícil mudar a situação. O parlamento tornou-se imóvel e os co-príncipes não deixavam a economia avançar. Foi neste contexto de crise económica interior, com impregnação de nova ideias exteriores, que um grupo de andorranos jovens residentes em Barcelona, a capital da nação catalã, resolveram alterar a situação para promulgar o sufrágio universal masculino e uma primeira Constituição que limitasse o poder dos co-príncipes para assim tentar autodeterminar o território.
A Associação de Residentes de Barcelona foi muito mal vista pelo parlamento andorrano. Mas não só, as publicações da associação eram condenadas também pelos co-príncipes porque a Associação de Andorranos Residentes em Barcelona, reclamava a República Andorrana e Catalã. Um facto nada compartido pelo co-príncipe francês e ainda menos pela Espanha, um estado que estando com monarquia, república ou ditadura sempre tentou travar com todos os métodos possíveis os intentos de libertação da nação catalã e basca.
Foi neste contexto que surgiram as primeiras vagas de proletários em Andorra. Os obreiros da FHASA foram os primeiros sindicalistas andorranos a sair à rua, com o apoio do sindicalismo catalão. Exigiam direitos laborais, direitos políticos e melhora da situação económica. A Associação de Residentes de Barcelona foi particularmente importante porque deu origem à chamada Revolução de 1933 ajudando-se do protesto dos trabalhadores de FHASA. Na Andorra estava proibido o associacionismo. No entanto, foram os andorranos migrados no exterior os que criaram um primeiro partido, Jovens de Andorra, com o fim de aprovar o sufrágio universal masculino e uma Constituição que além de limitar o poder dos co-príncipes, dando a soberania ao povo, exigia ensino, em catalão, (proibido pelos co-príncipes) e para as mulheres, além de direitos laborais, como um salário digno e horas de descanso.
Uma vez mais a imobilidade do parlamento andorrano e dos co-príncipes levou a um golpe de Estado em 1933 onde o partido resolveu fechar o parlamento e promulgar o sufrágio universal masculino, retendo os deputados. A situação foi alvo de grande expectação na imprensa internacional. Imprensa francesa, castelhana, catalã, basca e até americana interessou-se pelo golpe de Estado. Enquanto que a imprensa francesa criticou o partido, pois não compartilhava a ideia de Andorra aprovar o sufrágio masculino e uma Constituição que trouxesse a uma eventual secessão, a imprensa catalã apoiou em todo momento a ação do grupo de jovens. Não foi a única, a imprensa inglesa também apoiou o golpe andorrano, enquanto que a castelhana dividiu-se. A imprensa de esquerdas era partidária de uma mudança real, enquanto que a conservadora criticou duramente o golpe de Estado.
Os partidos catalães deram apoio ao grupo rebelde, desejando uma república andorrana, possivelmente aderida posteriormente a catalã. Os co-príncipes atuaram em todo momento reprimindo a massa, enviando polícias e fechando as fronteiras e bancos. Esta atitude autoritária apoiada pelo governo espanhol, não foi bem vista na imprensa inglesa nem catalã. Aproveitando esta situação, tentou-se enviar uma queixa a Sociedade de Nações onde se denunciava o maltrato recebido pelo Estado francês e o co-príncipe episcopal. Queixa que foi possível graças a um suíço, mas que não foi ouvida pela SDN. Efetivamente os primeiros jornais que começaram a circular na Andorra eram editados em Barcelona e dirigidos por um suíço cujo objetivo era abrir o território.
O ridículo internacional parenta a reação dos co-príncipes levou a umas primeiras eleições onde finalmente ficou aprovado o sufrágio universal masculino. Paralelamente, um jovem russo, Borís Skóssirev, fugido da Revolução Russa de 1917 por ter apoiado o tzar aproveitou a situação para promulgar a Constituição que os andorranos desejavam, em troca de ser proclamado monarca de Andorra. Foi em 1934, um ano depois das primeiras eleições abertas, quando Borís Skóssirev, aproveitou para convencer o parlamento que ele, poliglota e desentende de casa real, faria de Andorra um centro turístico e financeiro riquíssimo e altamente reputado no mundo. Convencidos, os deputados votaram a Primeira Constituição andorrana em 1934. Uma Constituição que conseguiu estabelecer uma monarquia durante 6 meses. Pois, os co-príncipes não demoraram a expulsá-lo de Andorra. Borís I terá ficado para os livros de história como um grande oportunista.

### Andorra durante a Guerra Civil Espanhola
Durante a Guerra Civil Espanhola as instituições andorranas resolvem finalmente apoiar o fascismo e nacionalismo espanhol. Pesquisas realizadas pela jornalista Amparo Soriano quase 70 anos depois da guerra ter começado, permitem compreender esta atitude assim como outros elementos importantes ocorridos durante o conflito. Pesquisas realizadas pela primeira vez, o que supôs quase 70 anos de silêncio da historiografia andorrana quanto ao papel de Andorra durante o conflito.
Economicamente Andorra não se valia por si mesma antes da guerra. Quando o conflito estalou, esta situação veio a agravar-se consideravelmente. O parlamento andorrano viu-se obrigado a emitir moeda própria, pois faltava dinheiro para comprar produtos básicos. Foi verdadeiramente histórico, pois Andorra nunca teve moeda própria. A este elemento acrescenta-se a entrada massiva de refugiados de ambas as cores, com episódios de matanças nas montanhas por motivos ideológicos, perto das fronteiras e às vezes até mesmo dentro do país. Era aproveitado o limbo legal para assassinar o rival.
Politicamente o parlamento andorrano sempre disse que manteve uma postura de neutralidade. No entanto, outros elementos permitem-nos confirmar que a neutralidade era muito difícil de manter. O co-príncipe episcopal era representante da Igreja católica e esta tinha-se posicionado do lado dos fascistas. A virulência com que foi tratado durante a Segunda República e a vitória do fascismo levou-o a defender também a causa fascista, sendo informado daquilo que se passava em Andorra no seu exílio através de correspondência. Esta informação era apresentada depois aos fascistas que aproveitavam-na contra os republicanos.
Os fascistas também receberam de alguma maneira ajuda econômica, pois os refugiados franquistas teriam aproveitado o limbo andorrano para mandar dinheiro para Suíça através de bancos andorranos. Neste sentido, destaca-se a figura do diretor de FHASA (Forças Hidroelétricas de Andorra), franquista declarado e quem decidiu cortar o fornecimento de eletricidade a Barcelona por motivos ideológicos. No entanto, o pessoal que trabalhava para ele, nomeadamente obreiros, eletricistas,... eram anarquistas e devido a eles o parlamento andorrano conseguiu a intervenção da polícia nacional francesa.
O grupo de trabalhadores da central, anarquista convencido, achava que deviam proclamar a República Andorrana e ajudar a República Espanhola. Para isso queriam aproveitar o inverno, momento de bloqueio pela neve, para travar um golpe de Estado, o que levou o parlamento a pedir ajuda ao co-príncipe francês que, não ajudou a Espanha Republicana, mas sim uma Andorra que pouco a pouco foi-se virando para o lado fascista. Esta foi a impressão que deixou escrito o geral chefe da polícia francesa encomendado de “proteger” Andorra.
Pois o ditador Franco teria mandado finalmente comida a Andorra em troca do parlamento andorrano dar apoio ao fascismo. Com uma situação economómica de risco, uma Europa que entrava progressivamente na Segunda Guerra Mundial, com um co-príncipe fascista e outro debilitado, e uma chegada importante de refugiados em massa, já no final do conflito havia andorranos que gritavam abertamente “Viva Franco e Viva Espanha”.

### Andorra durante a Segunda Guerra Mundial

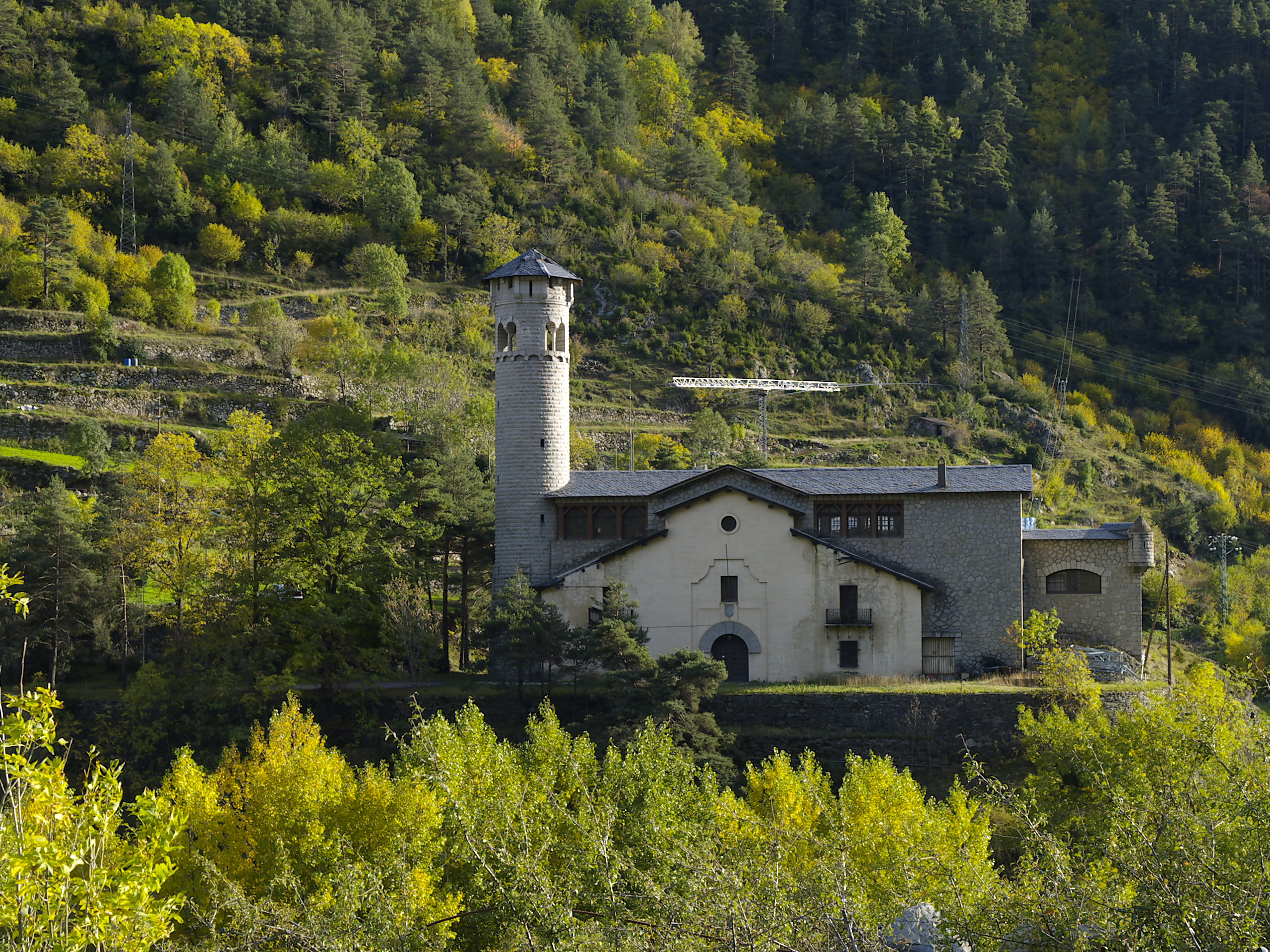
Centro emissor de Ràdio Andorra.

A Segunda Guerra Mundial foi vivida com grande intensidade em Andorra. O parlamento comportou-se como um agente controlador que não deixava passar nenhum movimento, controlando casamentos, propriedades dos estrangeiros, negócios,... O medo de ver a guerra entrar no território foi grande. E, não entanto, isso não evitou 13 andorranos serem levados para os campos de concentração nazi, nem manter relações turbulentas com o representante do co-príncipe francês. Émiles Lamastre era nazi e costumava convidar os seus amigos fascistas a passar dias em Andorra. Tendo também um co-príncipe episcopal fascista, refugiados de ambas cores políticas e judeus em Andorra, não foi fácil lidar com a guerra.
Houve famílias que acolheram judeus e outros refugiados de guerra em segredo. Aliás, foram montadas diferentes redes de evasão por volta dos Pirenéus e de Andorra. O pai do ex-presidente de Andorra, Marc Forné, foi membro de uma delas. Também houve andorranos que aproveitando-se da situação, traziam refugiados para Andorra e depois matavam-nos nas montanhas para lhes roubar dinheiro e qualquer objeto pessoal que pudesse ter valor. Existem artigos de imprensa que garantem assassinatos, mas que são contestados e ainda são polémicos e controversos na atualidade.
A chegada da guerra obrigou o estado francês a manter a polícia nacional francesa em solo andorrano. Situação que foi vivida como ingerência, mas que ninguém conseguiu resolver. A viragem à direita na Europa também trouxe consequências para a revolução de 1933, pois o sufrágio universal masculino foi abolido e o sistema eleitoral do século XIX foi restabelecido em Andorra. A pena capital continuou a ser praticada até 1943. Nesse ano, a 3 de outubro de 1943, uma última pena de morte será aplicada em público. Nenhuma pena de morte teve nunca mais lugar, embora legalmente só fosse abolida em 1994. Vale dizer que as imagens da última sentença de morte foram tomada às escondidas porque era proibido registrar as sentenças.
No entanto, um dos pontos principais da Segunda Guerra Mundial para Andorra foi a criação de Ràdio Andorra. A estação de rádio foi proposta ao parlamento andorrano como atrativo turístico. O seu diretor, Jacques Trémoulet, era proprietário de quase todas as rádios do sul de França. Naquela altura a rádio era uma grande novidade que atraia empresas privadas mas também governos. Estes, preocupados por manter o controlo da informação, resolveram tentar nacionalizá-las. Na França as tentativas de nacionalização das rádios levou Trémoulet a propôr uma estação de rádio na Andorra. Os inícios de Rádio Andorra não foram fáceis. Enquanto que o governo francês tentava proibir a sua construção, criando uma rádio alternativa Sud Ràdio, o governo fascista alemão propunha um projeto de rádio a Trémoulet no Mónaco para assim servir-se do material radiofónico como ferramenta de guerra. Cartas enviadas a Trémoulet para publicitar propaganda fascista e outra documentação encontrada nos EUA onde se diz que supostamente Ràdio Andorra emitia propaganda fascista, levaram os tribunais franceses a declarar Trémoulet como criminal depois do fim da Guerra.
Devido a expropriação das rádios que tinha na França, Trémoulet resolveu virar-se para o governo fascista espanhol com quem manteve suficientes relações como para manter Rádio Andorra em vida durante as décadas posteriores à Segunda Guerra Mundial. Isso levou à proibição do catalão na Rádio Andorra para não ofender o ditador espanhol que tinha iniciado um processo de repressão contra os elementos identitários da nação catalã e basca. Na Andorra esta política de repressão veio proibir o catalão nas rádios, nalguma imprensa e também nos registros ou outros processos eclesiásticos, sem falar da situação de desequilíbrio e contaminação linguística que se vivia na rua.

### A Andorra da pós-guerra

#### Crescimento econômico

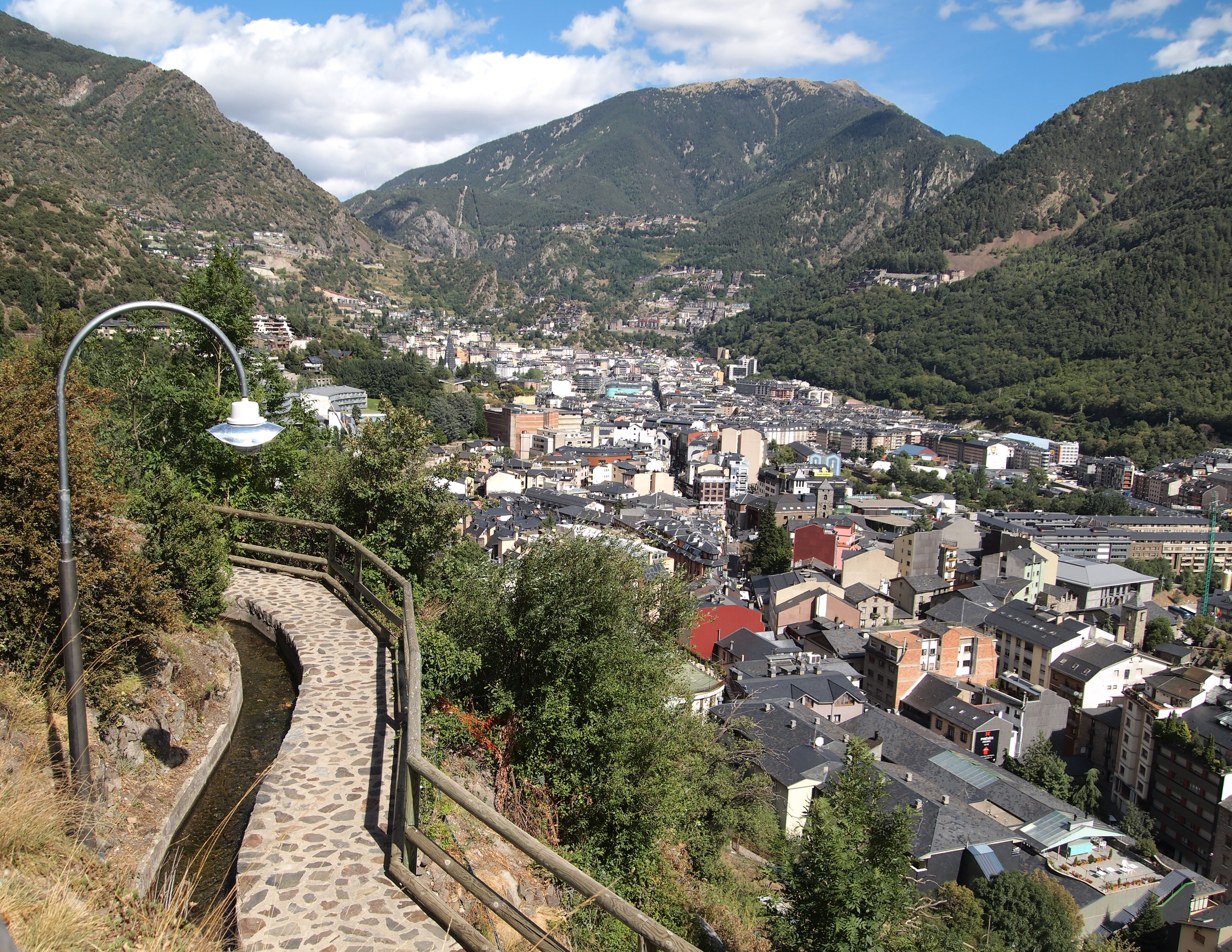
A capital Andorra la Vella fruto do boom económico.

Devido à situação geográfica da Andorra, o território sofreu as mesmas transformações que os países industrializados e liberais do bloco oeste que receberam à ajuda americana através do Plano Marshall. Andorra aproveitou as chamadas "30 Gloriosas" francesas para crescer economicamente graças à diferença de preços, mas também graças à economia autárquica do regime fascista do ditador Francisco Franco que trouxe turistas catalães, principalmente, à procura de produtos que não existiam ao não eram acessíveis no seu país.
Um dos primeiros efeitos visíveis deste crescimento económico é a chagada de imigração. Desde a Idade Média até aos anos 1960 a população andorrana nunca atingiu os 5000 habitantes. No final dos anos 60 a população ja era de 20.000 e no final dos anos 70 o número de habitantes era de 35.000. Na sequência de apenas 20 anos a população cresceu à mais de 70%. Este ritmo continuou até os anos 1990 quando a população andorrana conseguiu atingir os 80.000 habitantes. Para um território de apenas 463 km², este crescimento é considerável.
O crescimento económico também trouxe a sociedade de massas e o capitalismo. Pela primeira vez organizaram-se concertos, comparava-se novos produtos como carros, motas, aspiradores, cafeteiras e outros produtos inovadores para aquela época. Abriram os primeiros cinemas que aproveitavam a censura franquista para trazer turistas catalães. A moda e a música adolescente mudou os costumes. Isso permitiu as mulheres começarem a libertar-se. Na Andorra as perfumarias Júlia são um exemplo de êxito, mas também de emancipação da mulher, pois a proprietária era uma mulher. Ràdio Andorra emitia música estandardizada e o país deixou-se apaixonar pela "chanson française" que veio encher a praça de touros de Andorra la Velha com os concertos de Jonhy Halliday ou Dalida. Na Andorra nunca houve tradição taurina, mas aproveitando a situação política daquela altura, foi construída uma praça de touros para os franceses se deleitaram com o "carácter ibérico". Neste sentido, é necessário acrescentar que tanto o catalão como a cultura catalã passaram por uma época difícil devido à ditadura franquista. Paralelamente, a indústria do tabaco fez fortuna. Tabacs Reig vendia para o exterior e graças ao modelo de duty-free houve grandes empresários que conseguiram atrair dinheiro para o país. Neste caso pode-se falar da construção das primeiras pistas de esqui, que inicialmente tinham sido construídas para fazer vir turismo de elite, mas que foram acolhendo com o decorrer do tempo turismo de massas. O projeto dos balneários teve novas tentativas, assim como o casino. Para isso tentou-se por primeira vez construir um aeroporto. Tendo um território muito pequeno, finalmente o parlamento andorrano resolveu negociar a construção de um mini-aeroporto na Seu d'Urgell. Projeto que até hoje tem arrastado controvérsias.
Dentro da sequência de paraísos fiscal, é estritamente necessário falar sobre a queda do banco andorrano SOBANCA. O país cresceu urbanisticamente sem controlo graças aos bancos que se tinham multiplicado a tal ponto que o próprio co-príncipe francês pediu moderação ao parlamento andorrano. Crèdit Andorrà, la Caixa, Banca Reig, Banca Casany ou até mesmo Mora Banc são apenas alguns exemplos de nomes de bancos que fizeram sucesso. Os seus proprietários conseguiram fazer fortuna a tal ponto que podiam e ainda podem influenciar a política andorrana. Neste sentido é necessário apontar que conseguiram montar um monopólio que traduzir-se na política do país. Òscar Reig, antigo presidente do país, por exemplo, é membro da família Reig, proprietária de Tabacs Reig e Banc Agrícol Reig, hoje Andbank. No entanto, SOBANCA foi um banco andorrano que faliu de um dia para o outro sem grandes explicações em 1968. A queda trouxe um certo colapso financeiro que foi resolvido com a criação do Grupo de Banqueiros Andorranos, uma espécie de entidade conjunta de bancos andorranos. Os bancos assumiram as perdas coletivamente, mas em troca de poder ter o controlo do mercado, sem deixar entrar bancos de outros países. Esta política foi verídica até 2010. Os únicos bancos estrangeiros que se estabeleceram na Andorra foram La Caixa, um banco catalão, e na atualidade o banco catalão BancSabadell. O crescimento económico e a falta de leis favoreceu o estabelecimento do sistema de paraíso fiscal como recurso de supervivência.

#### Andorra e a ditadura franquista

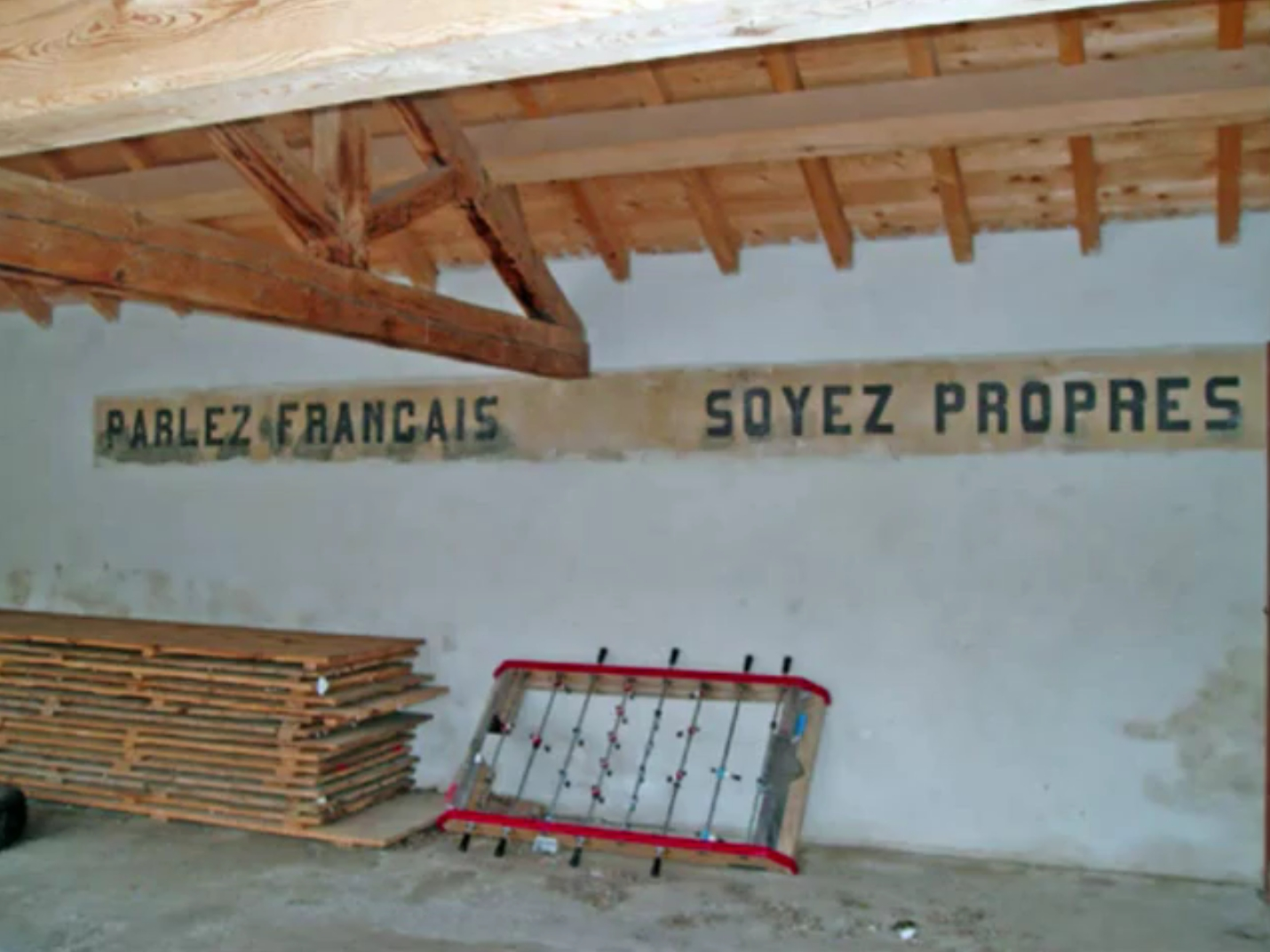
"Fale francês, seja limpo": cartaz numa escola de Ayguatébia-Talau, no sul da França, onde se proibiu falar catalão.

No fim da Guerra Civil Espanhola a atitude parente o regime fascista foi aberto na Andorra. As autoridades andorranas que tinham conseguido fugir do conflito e que ficaram em Andorra não escondiam a sua fraqueza pelo fascismo espanhol. Tanto é que Franco designou o Sr. Martínez García como delegado do seu governo na Andorra. Franco pedia e chantajava para que os republicanos que havia em Andorra fossem expulsos e entregues à Espanha. Esta exigência que se repetiu durante a ditadura trouxe mais de uma vez a polícia francesa, mas também franquista à Andorra. O comandante francês deixou por escrito que no fim da guerra estava a ser perseguido na Andorra porque autoridades franquistas e andoranas desejavam impor-se no país. No entanto, também houve resistência. Foi o caso dos maquis que viviam no sul da França e que costumavam passar por Andorra para esconder armas ou preparar ataques contra o franquismo. O hotel Mirador, altamente conhecido na época, era declaradamente republicano. Uma amostra mais das boas relações que poderia ter havido com o ditador é a construção de uma praça de touros. Andorra nunca teve tradição taurina, mas isso não impediu construir uma na capital, hoje destruída. Por outra parte, a língua catalã foi reprimida na Catalunha e no resto dos países catalães sob jugo castelhano. Falar catalão na rua era passível de insultos à pena de prisão ou de morte. Esta situação provocou empobrecimento linguístico na Andorra, embora os andorranos conseguissem ter liberdade de falar o catalão pois consideravam-se um país e ajudando-se da retórica do "co-príncipado" o parlamento tinha suficientemente autoridade como para comportar-se como um país de facto. A perseguição contra o catalão levou os andorranos a serem poliglotas. Na atualidade mantêm-se três sistemas escolares (castelhanos, andorrano e francês) de forma que qualquer andorrano sai da escola a saber falar pelo menos catalão, francês e castelhano. Devido a globalização outras línguas foram acrescentada ao currículo escolar: inglês e português. A situação para o catalão na França não foi muito melhor. O estado francês usou uma política totalmente agressiva contra as suas línguas (veja mais em patoá). O catalão era proibido na rua e nas escolas, também com penas repressivas.

#### Movimento sufragista andorrano
Andorra também foi absorvida pelo movimento sufragista que pedia na Europa que as mulheres tivessem os mesmos direitos que os homens a nível político. Na Andorra as mulheres não podiam votar e foi necessária uma luta de quase 20 anos para conseguir a igualdade total, mesmo se na atualidade ainda existe discriminação para com as mulheres. Em 1967 um grupo de cidadãs resolveu reunir assinaturas para o parlamento andorrano autorizar as mulheres votar nas eleições e terem também o direito de serem escolhidas e, por tanto, poderem-se candidatar como qualquer político de sexo masculino a umas eleições. Tal petição foi rejeitada parcialmente dos anos depois pelo parlamento andorrano. Só conseguiram a autorização para votar. Tiveram de esperar até 1973 para ter todos os direitos e até ao 1994 para que a Constituição reconheça que ninguém pode ser discriminado pelo género.
Pois Andorra da post-guerra era conservadora. Foi essa a mensagem que deixou o co-príncipe De Gaulle. Em 1967 resolveu visitar o país para anunciar que reconhecia a singularidade andorrana (ou seja, a nação andorrana) mas que a política do país tinha de melhorar quanto a direitos humanos. Neste sentido apelava a facilitar o aceso a nacionalidade andorrana que estava nas mãos de uma minoria –ainda mais minoritária se temos em conta que as mulheres não podiam votar. Por essa razão o co-príncipe trabalhou para legalizar outra vez o sufrágio universal masculino, rebocado durante a Segunda Guerra Mundial e que tinha retornado Andorra ao sistema eleitoral do século XIX. Na Andorra não havia leis e a nível laboral o patronato tinha uma força considerável. Os sindicatos estavam proibidos e eram mal vistos. Não havia quaisquer direito, nem sistema de saúde pública. O patronato fazia trabalhar horas, sem descanso, empregados que depois não eram pagos. Foi devido a visita de De Gaulle que o país começou a caminhar muito lentamente para uma situação mas concorde com a Carta de Direitos Humanos. Mesmo assim uma vez que se conseguiu estabelecer uma Seguridade Social, o patronato continuou a pagar empregados no escuro com o objetivo de contestar as políticas sociais que o parlamento andorrano teve de operar.

#### Guerra das rádios
Depois do final de Segunda Guerra Mundial Ràdio Andorra passou a uma segunda fase. O seu proprietário foi perseguido pela justiça francesa porque foi acusado de colaboracionista nazi. Teve de se refugiar na Espanha franquista onde conseguiu apoio para manter Ràdio Andorra em pê, pois a justiça francesa confiscou-lhe os bens que tinha no seu país. O governo francês entrou então em guerra fria contra Ràdio Andorra. Já não era uma questão de controlo da informação, agora o objetivo era ir contra o "enemigo nacional". Portanto, o governo francês montou uma rádio paralela, Radio Sud, onde só se emitia programação em francês, menosprezando desta maneira o catalão e identidade andorrana, que tinha por objetivo roubar audiência a Rádio Andorra até conseguir o seu feche por quebra. Este jogo foi muito mal recebido pelo parlamento andorrano que durante toda a existência de Ràdio Andorra e Radio Sud manteve duros confrontos com o governo francês. O governo francês considerava ter autoridade sobre Andorra e o parlamento andorrano não. As tentativas de ser reafirmar sempre eram objeto de discussão em Paris, pois o governo francês tratava os andorranos e a Andorra como um protetorado. Os documentos de identidade da época tinham de ser tutelados pela França. Esta situação mudou quando Andorra conseguiu a sua independência em 1994. Contudo, a chamada Guerra das Rádios só vem dar visibilidade a política de confronto constante pela autodeterminação andorrana que se deu nos anos 1950 e 1960.

### Transição Nacional
Até 1970, o direito de voto era exclusivo dos homens de Andorra, a partir da terceira geração. Atualmente, o voto é extensivo a todos os andorranos de primeira geração, com idade igual ou superior a 18 anos, cujos pais sejam estrangeiros. O número de eleitores é diminuto, em relação ao total da população, cerca de 70% da qual é composta por residentes estrangeiros que têm vindo a reivindicar os seus direitos políticos e de cidadania. A imigração, controlada através de um sistema de quotas, é essencialmente proveniente, e por esta ordem, de Espanha, de Portugal e da França. Antes de 1993, o país não possuía qualquer constituição formal, tendo, à época, todas as moções e propostas submetidas a delegados permanentes (representantes dos dois chefes de estado) para aprovação.
Em 1976 foi criada uma organização política, tecnicamente ilegal, o Partido Democrático de Andorra, que forneceu as bases de um futuro sistema democrático. Oscar Riba Reig tornou-se no primeiro primeiro-ministro do país em 1981, e em 1982 foi nomeado um Conselho Executivo chefiado pelo Primeiro-Ministro. Tal provocou a separação entre os poderes legislativo e executivo. Em Julho de 1991 foram estabelecidos laços formais com a Comunidade Europeia.

### Geração Constituição
Em Maio de 1993 foi adoptada uma nova Constituição, concedendo a independência ao país em todos os aspectos menos o da segurança externa, que continuou sob a responsabilidade da França e da Espanha. As primeiras eleições directas tiveram lugar em Dezembro de 1993, tendo sido formado um Governo de coligação liderado pelo Primeiro-Ministro, Oscar Riba Reig. Em 1994, Andorra tornou-se um membro de pleno direito das Nações Unidas e do Conselho da Europa. A coligação de Reig, o Grupo Nacional Democrático, perdeu o apoio dos independentes em Dezembro de 1994 e Marc Forné Molné, da União Liberal, substituiu-o no cargo.
Durante 715 anos, desde 1278 a 1993, Andorra foi governada inicialmente por dois senhores, o bispo de Urgell, da Catalunha, e o conde de Foix, que passou a pertencer à coroa francesa, e após a revolução passou a ser representado pelo Presidente da República Francesa. O Principado de Andorra, é governado em conjunto e, atualmente, o chefe catalão, o bispo de Urgell, é escolhido pelo Vaticano e o francês, pelo chefe de estado gaulês. Embora a Constituição de Andorra tenha mantido este sistema, o governo transformou-se numa democracia parlamentar e um principado constitucional. É o único principado parlamentar do mundo. Durante muito tempo, pobre e isolado, a Andorra montanhosa começou a prosperar a partir da segunda guerra mundial, através da indústria do turismo. A expansão da economia tem atraído muitos imigrantes da zona da Catalunha, e de Portugal, França e Espanha. Um fator que atrai mais negócios e clientes é a ausência de imposto de renda.
O Principado de Andorra tem uma forte afinidade com o catalão: a língua oficial é o catalão, as suas instituições são baseadas na lei catalã, e um grande número de pessoas que são catalães, e o principado inteiro é parte da diocese de Urgell, divisão eclesiástica espanhola da Catalunha.